# NFL 1975
Die NFL-Saison 1975 war die 56. Saison der National Football League (NFL).  Die Regular Season begann am 21. September 1975 und endete am 21. Dezember 1975.  Die anschließenden Play-offs endeten mit dem Super Bowl X, in dem die Pittsburgh Steelers ihren Triumph aus dem Vorjahr wiederholen konnten.  Schlusspunkt der Saison war der Pro Bowl, der am 26. Januar im neu eröffneten Louisiana Superdome in New Orleans, Louisiana ausgetragen wurde.
Die Schiedsrichter wurden mit Mikrofonen ausgestattet, um die Entscheidungen für Medien und Zuschauer besser kommunizieren zu können.

## NFL Draft
Der NFL Draft 1975 fand vom 28. bis 29. Januar im New Yorker Hotel Hilton at Rockefeller Center statt. Der Draft lief über 17 Runden, in denen 442 Spieler ausgewählt wurden. Mit dem Erstrunden-Pick wählten die Atlanta Falcons den Quarterback Steve Bartkowski von der University of California, Berkeley.

## Regular Season
| AFC East             | AFC East | AFC East | AFC East | AFC East | AFC East | AFC East | AFC East | AFC East |
| Team                 | S        | N        | U        | SQ       | P+       | P−       | DIV      | CONF     |
| -------------------- | -------- | -------- | -------- | -------- | -------- | -------- | -------- | -------- |
| Baltimore Colts      | 10       | 4        | 0        | 0,714    | 395      | 269      | 6–2      | 8–3      |
| Miami Dolphins       | 10       | 4        | 0        | 0,714    | 357      | 222      | 6–2      | 7–4      |
| Buffalo Bills        | 8        | 6        | 0        | 0,571    | 420      | 355      | 5–3      | 7–4      |
| New York Jets        | 3        | 11       | 0        | 0,214    | 258      | 433      | 2–6      | 3–8      |
| New England Patriots | 3        | 11       | 0        | 0,214    | 258      | 358      | 1–7      | 2–9      |

| NFC East            | NFC East | NFC East | NFC East | NFC East | NFC East | NFC East | NFC East | NFC East |
| Team                | S        | N        | U        | SQ       | P+       | P−       | DIV      | CONF     |
| ------------------- | -------- | -------- | -------- | -------- | -------- | -------- | -------- | -------- |
| St. Louis Cardinals | 11       | 3        | 0        | 0,786    | 356      | 276      | 6–2      | 9–2      |
| Dallas Cowboys      | 10       | 4        | 0        | 0,714    | 350      | 268      | 6–2      | 8–3      |
| Washington Redskins | 8        | 6        | 0        | 0,571    | 325      | 276      | 4–4      | 7–4      |
| New York Giants     | 5        | 9        | 0        | 0,357    | 216      | 306      | 1–7      | 3–8      |
| Philadelphia Eagles | 4        | 10       | 0        | 0,286    | 225      | 302      | 3–5      | 4–7      |

| AFC Central         | AFC Central | AFC Central | AFC Central | AFC Central | AFC Central | AFC Central | AFC Central | AFC Central |
| Team                | S           | N           | U           | SQ          | P+          | P−          | DIV         | CONF        |
| ------------------- | ----------- | ----------- | ----------- | ----------- | ----------- | ----------- | ----------- | ----------- |
| Pittsburgh Steelers | 12          | 2           | 0           | 0,857       | 373         | 162         | 6–0         | 10–1        |
| Cincinnati Bengals  | 11          | 3           | 0           | 0,786       | 340         | 246         | 3–3         | 8–3         |
| Houston Oilers      | 10          | 4           | 0           | 0,714       | 293         | 226         | 2–4         | 7–4         |
| Cleveland Browns    | 3           | 11          | 0           | 0,214       | 218         | 372         | 1–5         | 2–8         |

| NFC Central       | NFC Central | NFC Central | NFC Central | NFC Central | NFC Central | NFC Central | NFC Central | NFC Central |
| Team              | S           | N           | U           | SQ          | P+          | P−          | DIV         | CONF        |
| ----------------- | ----------- | ----------- | ----------- | ----------- | ----------- | ----------- | ----------- | ----------- |
| Minnesota Vikings | 12          | 2           | 0           | 0,857       | 377         | 180         | 5–1         | 8–2         |
| Detroit Lions     | 7           | 7           | 0           | 0,500       | 245         | 262         | 4–2         | 6–5         |
| Chicago Bears     | 4           | 10          | 0           | 0,286       | 191         | 379         | 2–4         | 4–7         |
| Green Bay Packers | 4           | 10          | 0           | 0,286       | 226         | 285         | 1–5         | 4–7         |

| AFC West           | AFC West | AFC West | AFC West | AFC West | AFC West | AFC West | AFC West | AFC West |
| Team               | S        | N        | U        | SQ       | P+       | P−       | DIV      | CONF     |
| ------------------ | -------- | -------- | -------- | -------- | -------- | -------- | -------- | -------- |
| Oakland Raiders    | 11       | 3        | 0        | 0,786    | 375      | 255      | 5–1      | 8–3      |
| Denver Broncos     | 6        | 8        | 0        | 0,429    | 254      | 307      | 3–3      | 4–7      |
| Kansas City Chiefs | 5        | 9        | 0        | 0,357    | 282      | 341      | 3–3      | 3–8      |
| San Diego Chargers | 2        | 12       | 0        | 0,143    | 189      | 345      | 1–5      | 2–9      |

| NFC West            | NFC West | NFC West | NFC West | NFC West | NFC West | NFC West | NFC West | NFC West |
| Team                | S        | N        | U        | SQ       | P+       | P−       | DIV      | CONF     |
| ------------------- | -------- | -------- | -------- | -------- | -------- | -------- | -------- | -------- |
| Los Angeles Rams    | 12       | 2        | 0        | 0,857    | 312      | 135      | 5–1      | 9–2      |
| San Francisco 49ers | 5        | 9        | 0        | 0,357    | 255      | 286      | 3–3      | 4–7      |
| Atlanta Falcons     | 4        | 10       | 0        | 0,286    | 240      | 289      | 3–3      | 3–8      |
| New Orleans Saints  | 2        | 12       | 0        | 0,143    | 165      | 360      | 1–5      | 2–9      |

 Divisionssieger 0
 Wildcard

Quellen: nfl.com, pro-football-reference.com
Division Tie-Breaker
- Baltimore beendete die Saison vor Miami in der AFC East aufgrund ihrer zwei direkten Siege.
- Die New York Jets beendete die Saison vor New England in der AFC East aufgrund ihrer zwei direkten Siege.
- Chicago beendete die Saison vor Green Bay in der NFC Central aufgrund ihrer besseren Division-Bilanz (2–4 gegenüber 1–5 von Green Bay).

## Play-offs
Erstmals wurde die Regel eingeführt, dass die bestplatzierten Mannschaften jeweils Heimrecht in den Play-offs hatten. Dies wurde erreicht, in dem die Liga ein Setzsystem für die Play-offs einführte. Die drei Divisionsieger in jeder Conference wurden auf der Grundlage ihrer regulären Saisonbilanz (Siege, Niederlagen, Unentschieden) auf die Plätze 1 bis 3 und das Wildcard-Team (d. h. der beste Nicht-Divisionssieger der Conference mit der besten regulären Saisonbilanz) wurde auf Platz 4 gesetzt. Zuvor wurden die Heimteams in den ersten beiden Runden der Playoffs auf der Grundlage einer jährlichen Rotation bestimmt. So war es möglich, dass ein Team eine andere Mannschaft mit einer besseren regulären Saisonbilanz zu Gast hatte.
Die Regelung, dass ein Wildcard-Team in den Divisional Playoffs nicht gegen seinen eigenen Divisionsmeister antreten konnte, wurde beibehalten.  Dadurch wurden in der AFC die Gegner getauscht.

### Teams
| AFC  | AFC                 | AFC            | AFC    |
| Rang | Team                | Division       | Bilanz |
| ---- | ------------------- | -------------- | ------ |
| 1    | Pittsburgh Steelers | Sieger Central | 12–2   |
| 2    | Oakland Raiders     | Sieger West    | 11–3   |
| 3    | Baltimore Colts     | Sieger East    | 10–4   |
| 4    | Cincinnati Bengals  | Central        | 11–3   |

| NFC  | NFC                 | NFC            | NFC    |
| Rang | Team                | Division       | Bilanz |
| ---- | ------------------- | -------------- | ------ |
| 1    | Minnesota Vikings   | Sieger Central | 12–2   |
| 2    | Los Angeles Rams    | Sieger West    | 12–2   |
| 3    | St. Louis Cardinals | Sieger East    | 11–3   |
| 4    | Dallas Cowboys      | East           | 10–4   |

 Tie Breaker
- Die Vikings, die wie die Rams eine Bilanz von 12 Siegen bei 2 Niederlagen aufwiesen, sicherter sich Platz 1 aufgrund der addierten Ränge bezüglich der Touchdown-Punkt innerhalb der Conference:  Minnesota lag in der NFC bei den erzielten Punkten auf Platz 1 und bei den zugelassenen Punkten auf Platz 2, was einer Gesamtbewertung von 3 entsprach. Los Angeles lag bei den erzielten Punkten auf Platz 5 und bei den zugelassenen Punkten auf Platz 1, was einer Gesamtbewertung von 6 entsprach.[3]

### Turnierbaum
|  | Divisional Playoffs               | Divisional Playoffs              | Divisional Playoffs |                                |                     | Conference Championship Games | Conference Championship Games | Conference Championship Games |  |  | Super Bowl X | Super Bowl X | Super Bowl X |
|  |                                   |                                  |                     |                                |                     |                               |                               |                               |  |  |              |              |              |
|  | 27. Dez. – Three Rivers Stadium   |                                  |                     |                                |                     |                               |                               |                               |  |  |              |              |              |
|  |                                   |                                  |                     |                                |                     |                               |                               |                               |  |  |              |              |              |
|  | 1                                 | Pittsburgh Steelers              | 28                  |                                |                     |                               |                               |                               |  |  |              |              |              |
|  | 1                                 | Pittsburgh Steelers              | 28                  | 4. Jan. – Three Rivers Stadium |                     |                               |                               |                               |  |  |              |              |              |
|  | 3                                 | Baltimore Colts                  | 10                  |                                |                     |                               |                               |                               |  |  |              |              |              |
|  | 3                                 | Baltimore Colts                  | 10                  | 1                              | Pittsburgh Steelers | 16                            |                               |                               |  |  |              |              |              |
|  | 28. Dez. – Oakland Coliseum       |                                  |                     | 1                              | Pittsburgh Steelers | 16                            |                               |                               |  |  |              |              |              |
|  |                                   | 2                                | Oakland Raiders     | 10                             |                     |                               |                               |                               |  |  |              |              |              |
|  | 2                                 | 2                                | Oakland Raiders     | 10                             | Oakland Raiders     | 31                            |                               |                               |  |  |              |              |              |
|  | 2                                 |                                  |                     | 18. Jan. – Miami Orange Bowl   | Oakland Raiders     | 31                            |                               |                               |  |  |              |              |              |
|  | 4                                 | Cincinnati Bengals               | 28                  |                                |                     |                               |                               |                               |  |  |              |              |              |
|  | 4                                 | Cincinnati Bengals               | 28                  | A1                             | Pittsburgh Steelers | 21                            |                               |                               |  |  |              |              |              |
|  | 27. Dez. – L.A. Memorial Coliseum |                                  |                     | A1                             | Pittsburgh Steelers | 21                            |                               |                               |  |  |              |              |              |
|  |                                   | N4                               | Dallas Cowboys      | 17                             |                     |                               |                               |                               |  |  |              |              |              |
|  | 2                                 | N4                               | Dallas Cowboys      | 17                             | Los Angeles Rams    | 35                            |                               |                               |  |  |              |              |              |
|  | 2                                 | 4. Jan. – L.A. Memorial Coliseum |                     |                                | Los Angeles Rams    | 35                            |                               |                               |  |  |              |              |              |
|  | 3                                 | St. Louis Cardinals              | 23                  |                                |                     |                               |                               |                               |  |  |              |              |              |
|  | 3                                 | St. Louis Cardinals              | 23                  | 2                              | Los Angeles Rams    | 7                             |                               |                               |  |  |              |              |              |
|  | 28. Dez. – Metropolitan Stadium   |                                  |                     | 2                              | Los Angeles Rams    | 7                             |                               |                               |  |  |              |              |              |
|  |                                   | 4                                | Dallas Cowboys      | 37                             |                     |                               |                               |                               |  |  |              |              |              |
|  | 1                                 | 4                                | Dallas Cowboys      | 37                             | Minnesota Vikings   | 14                            |                               |                               |  |  |              |              |              |
|  | 1                                 |                                  |                     |                                | Minnesota Vikings   | 14                            |                               |                               |  |  |              |              |              |
|  | 4                                 | Dallas Cowboys                   | 17                  |                                |                     |                               |                               |                               |  |  |              |              |              |
|  | 4                                 | Dallas Cowboys                   | 17                  |                                |                     |                               |                               |                               |  |  |              |              |              |

## Super Bowl X
Der zehnte Super Bowl fand am 18. Januar 1976 im Miami Orange Bowl in Miami, Florida statt.  Mit den Dallas Cowboys stand zum ersten Mal ein Wildcard-Team im Super Bowl.  Sie trafen auf die Pittsburgh Steelers, die als Titelverteidiger nach Florida reisten.  Die Pittsburgh Steelers gewannen die Partie und damit ihren zweiten Super Bowl.
|                       |                       | Super Bowl X        |         |                |  |                                     |
| Miami 18. Januar 1976 |                       | Pittsburgh Steelers | 21 : 17 | Dallas Cowboys |  | Miami Orange Bowl Zuschauer: 80.187 |
| Miami 18. Januar 1976 | (7:7, 0:3, 0:0, 14:7) | Pittsburgh Steelers |         | Dallas Cowboys |  | Miami Orange Bowl Zuschauer: 80.187 |

## Auszeichnungen
| Most Valuable Player            | Fran Tarkenton, Quarterback, Minnesota Vikings |
| Coach of the Year               | Ted Marchibroda, Baltimore Colts               |
| Offensive Player of the Year    | Fran Tarkenton, Quarterback, Minnesota Vikings |
| Defensive Player of the Year    | Mel Blount, Cornerback, Pittsburgh Steelers    |
| Offensive Rookie of the Year    | Mike Thomas, Runningback, Washington Redskins  |
| Defensive Rookie of the Year    | Robert Brazile, Linebacker, Houston Oilers     |
| Comeback Player of the Year     | Dave Hampton, Runningback, Atlanta Falcons     |
| Man of the Year                 | Ken Anderson, Quarterback, Cincinnati Bengals  |
| Super Bowl Most Valuable Player | Lynn Swann, Wide Receiver, Pittsburgh Steelers |